# Dekanat Górzno
Dekanat Górzno – jeden z 24 dekanatów w rzymskokatolickiej diecezji toruńskiej.

## Historia
Dekanat górznieński od roku 1818 do czasu jego rozwiązania 1 stycznia 1927 roku należał do diecezji chełmińskiej z siedzibą w Pelplinie. Reaktywowano go już w diecezji toruńskie 2 grudnia 2001 roku w ramach reorganizacji struktur diecezjalnych, którą przeprowadził ówczesny biskup toruński Andrzej Suski.

## Parafie
Lista parafii (stan z 12 października 2023):
| Lp | Miejscowość / parafia                                                                               | Proboszcz / administrator       | Zdjęcie |
| -- | --------------------------------------------------------------------------------------------------- | ------------------------------- | ------- |
| 1  | Cielęta parafia św. Mikołaja, 1. poł. XIV w.                                                        | ks. kan. Wojciech Szarmach      |         |
| 2  | Gorczenica parafia Podwyższenia Krzyża Świętego, 1. poł. XIV w.                                     | ks. Krzysztof Marek Kiełpiński  |         |
| 3  | Górzno parafia Podwyższenia Krzyża Świętego, 1 maja 1325                                            | ks. kan. Stefan Maliszewski     |         |
| 4  | Grążawy parafia św. Marcina, XVIII w.                                                               | ks. Marian Kowalski             |         |
| 5  | Jastrzębie parafia Nawiedzenia NMP i bł. Księdza Stefana Wincentego Frelichowskiego, 1. poł. XIV w. | ks. kanonik Krzysztof Wojnowski |         |
| 6  | Radoszki parafia św. Wawrzyńca i Mikołaja, 1525                                                     | ks. Marek Januszewski           |         |
| 7  | Szczuka parafia św. Fabiana i Sebastiana, 1. poł. XIV w.                                            | ks. Marcin Kaczyński            |         |